# Cado dalle nubi
Cado dalle nubi è un film del 2009 co-scritto e diretto da Gennaro Nunziante, al suo debutto alla regia.
La pellicola rappresenta l'esordio cinematografico del comico pugliese Checco Zalone, pseudonimo di Luca Medici, che interpreta sé stesso, il quale ha anche scritto la sceneggiatura e il soggetto insieme a Nunziante e le canzoni per la colonna sonora. Nel film, Checco Zalone è un giovane cantante di Polignano a Mare che desidera diventare famoso e che per tale motivo si trasferisce temporaneamente a Milano.
Dopo il successo ottenuto in televisione con Zelig, il produttore cinematografico Pietro Valsecchi, fondatore della Taodue, incontrò Checco a Cortina d'Ampezzo per discutere del film, il progetto venne sviluppato insieme a Gennaro Nunziante, la quale mantenne un carattere a tratti autobiografico. Le riprese si sono svolte a maggio 2009 nei luoghi reali dell'ambientazione del film.
Cado dalle nubi è uscito al cinema il 27 novembre 2009, e ha ricevuto pareri positivi dalla critica, le edizioni home video hanno ricevuto nel corso degli anni varie riedizioni e il film ha incassato un totale di 14 milioni di euro, nonostante sia il minore incasso di Zalone, il successo commerciale ha rappresentato l'inizio della sua carriera cinematografica, che in seguito lo porterà a raggiungere incassi da record con i successivi.

## Trama
Checco Zalone è un giovane che lavora come muratore durante la settimana, mentre nei fine settimana si esibisce come cantante e musicista in una gelateria a Polignano a Mare, suo paese natale, e desidera fortemente entrare nel mondo della musica e dello spettacolo. È fidanzato con Angela, la quale però un giorno lo lascia in quanto lo considera un fallito e, non avendo un lavoro stabile, non le garantisce la possibilità di formare una famiglia. Disperato, su consiglio dello zio muratore, lascia Polignano per trasferirsi a Milano dal cugino Alfredo, con la speranza di trovare nuove opportunità di lavoro nel mondo della musica. 
Arrivato a Milano, Checco viene ospitato da Alfredo, il quale è omosessuale e fidanzato con il personal trainer Manolo, con cui condivide l'appartamento. I genitori di Alfredo, che abitano a Polignano, non sanno dell'omosessualità del figlio e, ogni volta che sono andati a trovarlo negli ultimi dieci anni trascorsi, esso gli ha nascosto la verità presentando loro come sua fidanzata un'amica diversa. Mentre si trova in un negozio di strumenti musicali, Checco incontra casualmente Marika Mantegazza, una bella ragazza che fa volontariato presso l'abbazia di Morimondo aiutando ragazzi che hanno genitori criminali o con problemi di droga o alcol, e il parroco della chiesa, don Livio, che lo invita a frequentare l'oratorio. Checco si innamora di Marika e, per poterla corteggiare, segue il consiglio del prete e si offre anche come insegnante per il corso di chitarra dei ragazzi. Marika all'inizio respinge le avances di Checco, perché lo considera un ignorante e soprattutto perché è innamorata del professore di psicologia con cui sta facendo la tesi di laurea; quest'ultimo, consapevole dei sentimenti di lei, la sfrutta per farle fare ricerche e studi al posto suo. 

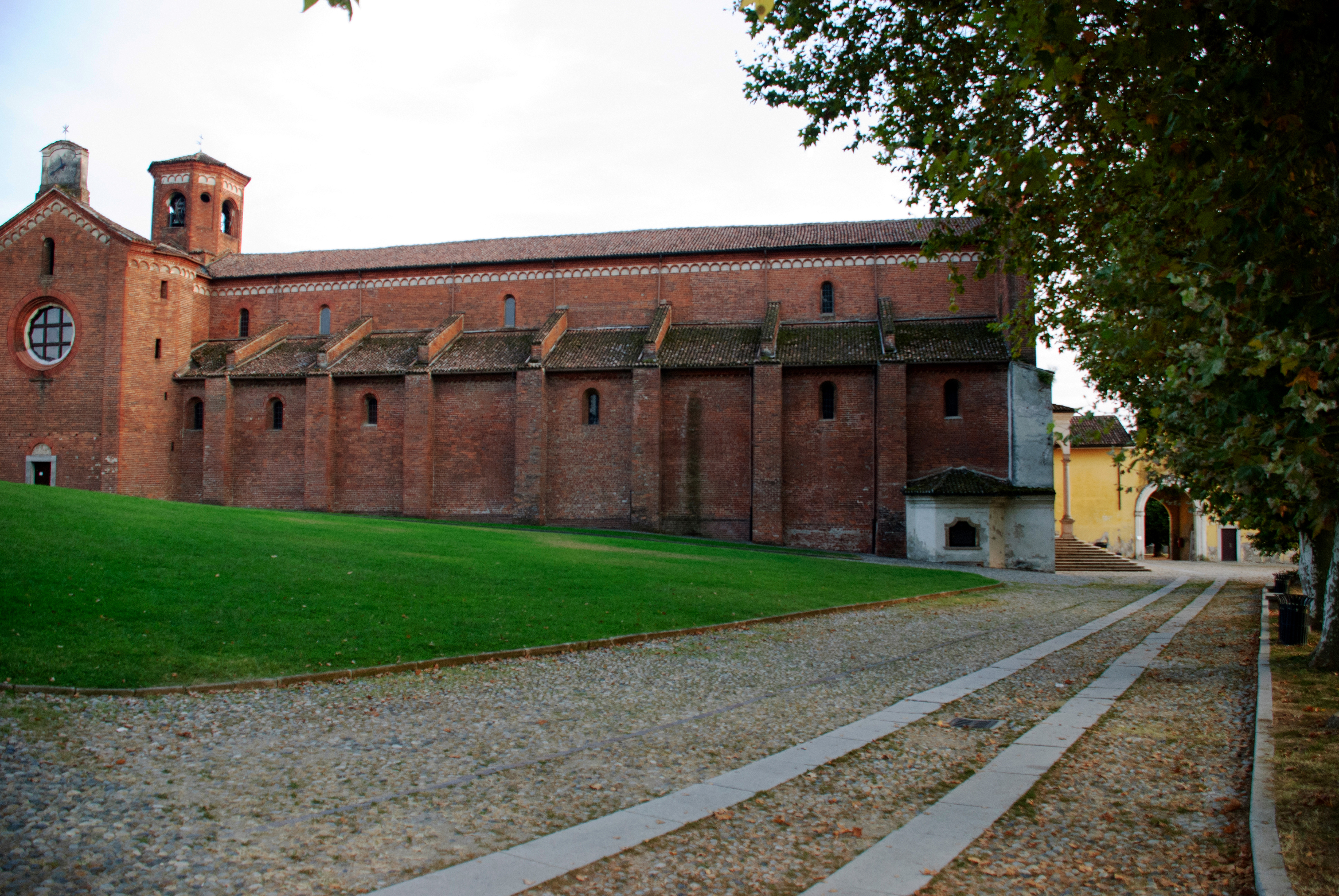
L'abazia di Morimondo, dove Checco collabora con Marika e don Livio per aiutare i figli con genitori problematici

Infuriata per una foto sul giornale che ritrae il professore con la sua fidanzata, Marika capisce di essere stata usata e accetta di andare a una festa con Checco, si ubriaca e lo bacia. Il protagonista, non capendo la reale situazione, si convince che Marika abbia cominciato a ricambiare i suoi sentimenti e il giorno dopo si presenta a casa della famiglia della ragazza per cena. I genitori di Marika, sfortunatamente, appartengono ad un partito politico che disprezza i meridionali, chiamato Partito del Nord; la madre Raffaella tuttavia prende subito in simpatia Checco, mentre purtroppo il padre Mauro, segretario della sezione locale del partito, resta profondamente turbato ed innervosito e non riesce proprio a tollerare l'idea di poter avere un genero del Sud, arrivando a buttare nella spazzatura le orecchiette fatte a mano dalla mamma di Checco. 
Dopo aver litigato con Mauro ed aver finalmente capito che Marika è innamorata di un'altra persona, Checco incontra per caso alcuni ragazzi emo, grazie ai quali viene a sapere del talent show televisivo I Want You, che potrebbe rappresentare per lui un'ottima possibilità di farsi conoscere. Si presenta alle audizioni del programma per tre volte, ma all'ultima arriva quando esse sono ormai terminate. In un ultimo disperato tentativo, Checco entra negli studi trovandoli vuoti, comincia a sognare ad occhi aperti di esibirsi in televisione ed inizia a cantare il suo brano, fino a quando non viene bruscamente interrotto da Roberto, il direttore dei provini e discografico della trasmissione, che è di pessimo umore in quanto ha appena litigato con la sua fidanzata e caccia Checco in malo modo. Rassegnatosi a non avere più nessuna possibilità di diventare famoso e deluso per non essere ricambiato da Marika, decide di tornare a Polignano e riprendere a lavorare come muratore, senza comunque abbandonare la passione per la musica; nel frattempo però si scopre che la sua esibizione è stata comunque ripresa dalle telecamere, rimaste accidentalmente accese, ed il video è stato visto dal personale della trasmissione riscuotendo un grande successo. La direttrice del programma intima a Roberto, pena il licenziamento, di trovare Checco, nel frattempo recatosi alla stazione.

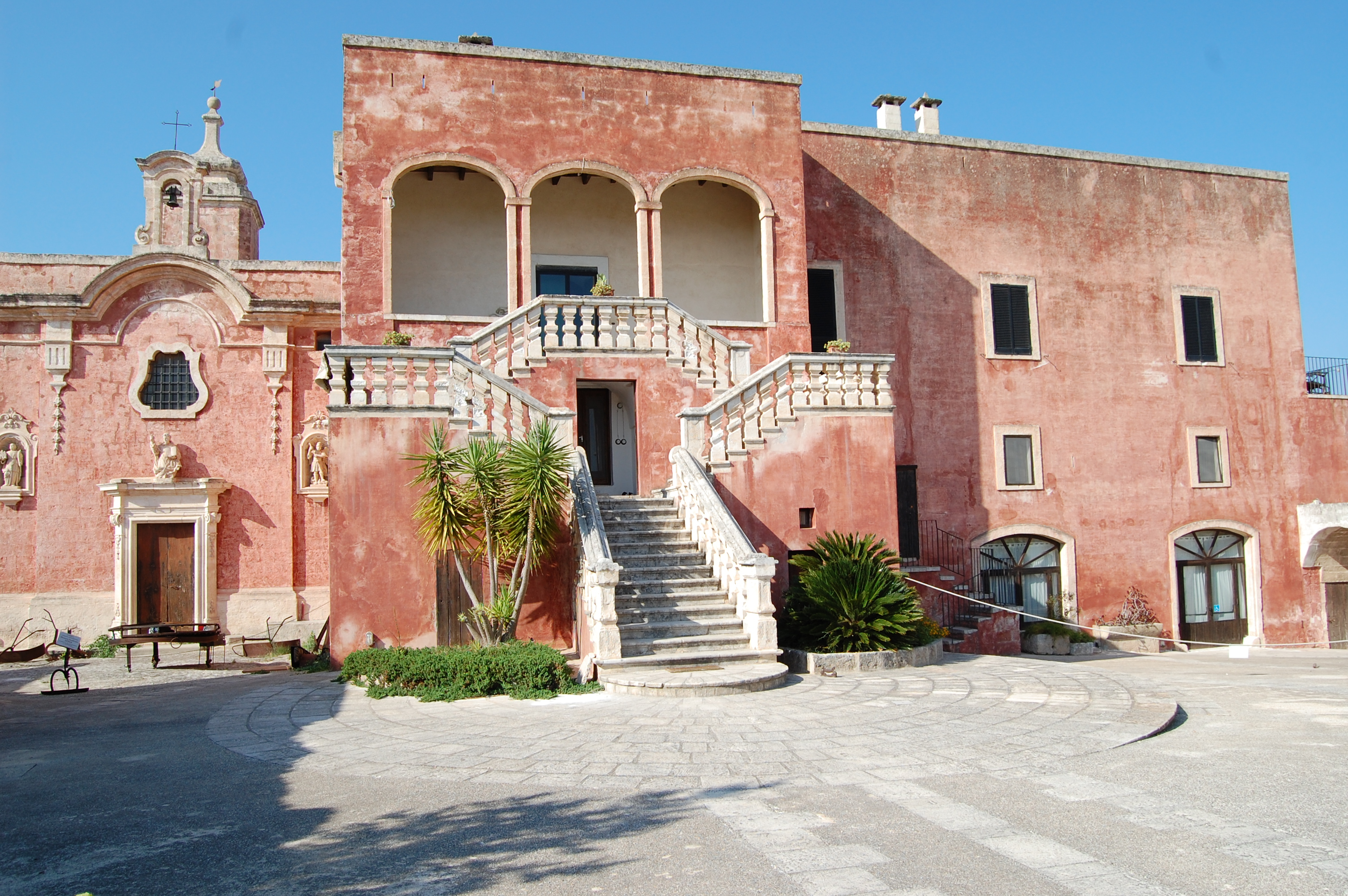
La masseria Spina Grande di Monopoli, dove sono state realizzate le scene del matrimonio di Checco e Marika

Mentre aspetta il treno alla stazione Centrale, Checco viene raggiunto da Marika, che ha capito di essere realmente innamorata di lui: i due si baciano proprio mentre anche Roberto arriva al binario e comunica al protagonista di aver superato le selezioni del programma. Checco partecipa allo show e lo vince, riuscendo quindi sia a conquistare la donna che ama sia a raggiungere il successo a cui tanto aspirava.
Checco e Marika si sposano in una chiesa di Monopoli, all'interno della Masseria Fortificata Spina Grande. Alla cerimonia partecipa anche il padre di Marika, che inizialmente voleva dimettersi dalla carica che ricopriva nel Partito del Nord per la vergogna di avere un parente pugliese, ma che alla fine mantiene il posto dopo aver scoperto che, in realtà, anche molti altri militanti del partito hanno origini meridionali.
Nel bel mezzo dei festeggiamenti nuziali Alfredo, grazie anche agli incoraggiamenti di Checco, decide di fare coming out e confessa ai genitori di essere omosessuale. La madre dapprima sviene ma poi la prende bene e decide di dare una possibilità a Manolo, mentre il padre si dispera e, proprio mentre il nipote Checco lo abbraccia dicendogli che secondo lui "oramai stiamo nel 3000" ed i pregiudizi omofobi sono stati superati, un ragazzo in motorino, vedendoli abbracciati, fa tornare entrambi alla triste realtà con un urlo in dialetto pugliese rivolto contro loro: «Ué, ricchiò!».

## Personaggi
- Checco Zalone, interpretato da sé stesso: un giovane cantante pugliese ingenuo e sognatore che si trasferisce a Milano per inseguire il successo.[3][4]
- Marika Mantegazza, interpretata da Giulia Michelini: ragazza milanese colta e progressista, di cui Checco si innamora.[3][4]
- Alfredo, interpretato da Dino Abbrescia: cugino omosessuale di Checco, che lo ospita durante il suo soggiorno a Milano.[3][4]
- Manolo, interpretato da Fabio Troiano: il fidanzato e coinquilino di Alfredo, lavora come personal trainer.[3][4]
- Mauro Mantegazza, interpretato da Ivano Marescotti: padre di Marika, militante leghista segretario del Partito del Nord, fortemente contrario al rapporto tra la figlia e Checco.[3][4]
- Raffaella Mantegazza, interpretata da Claudia Penoni: madre di Marika e moglie di Mauro.[3][4]
- Don Livio, interpretato da Peppino Mazzotta: il prete che lavora alla parrocchia di Morimondo con Marika.[3][4]

- Giulio, interpretato da Stefano Chiodaroli: amico di Alfredo e organizzatore di concerti e discoteche.[3][4]
- Zio di Checco, interpretato da Gigi Angelillo: il padre di Alfredo.[3][4]
- Zia di Checco, interpretata da Ludovica Modugno: la madre di Alfredo.[3][4]
- Pina Albanese, interpretato da Anna Ferruzzo: la madre di Checco.[3][4]

- Luisa, interpretata da Francesca Chillemi: amica di Alfredo, ingaggiata per fingersi la sua fidanzata per il periodo in cui i genitori dello stesso stanno a Milano.[3][4]
- Roberto, interpretato da Raul Cremona: direttore dei provini e discografico di I Want You.[3][4]
- Angela, interpretata da Ivana Lotito: ex fidanzata di Checco che lo lascia all'inizio del film.[3][4]

Nel cast sono presenti anche Sereno Bukasa che interpreta Nicolas, fratello adottivo di Checco. Mariangela Eboli, all'epoca compagna di Zalone, fa un cameo nel ruolo di Brigida, un'amica di Angela che le consiglia di lasciarlo. Alberto Gimignani, Andrea Midena e Daniela Piperno sono rispettivamente il prof. Crespi, il professore di Marika, il presentatore per il Partito del Nord (PdN) e la produttrice del concorso musicale I Want You. Rocco Papaleo avrebbe dovuto interpretare uno zio di Checco, ma le scene che lo vedevano coinvolto vennero tagliate per non appesantire il film.

## Produzione
Lo sviluppo del film ha preso forma nel corso del 2008, dopo il successo ottenuto in ambito televisivo con il programma Zelig, Pietro Valsecchi, fondatore di Taodue, colpito dalla popolarità di Zalone, propose al comico pugliese un soggetto cinematografico. I due si incontrarono a Cortina d'Ampezzo insieme a Gennaro Nunziante per discutere del progetto. Valsecchi dichiarò in merito al loro incontro: «Ho incontrato Checco e Gennaro a Cortina nel gennaio scorso […] Li ho invitati sulla neve da me […] e dopo aver passato con loro qualche giorno a Roma e a Bari per discutere sulla sceneggiatura, ho capito che tra loro e con loro c'era una grande sintonia».
La sceneggiatura è stata scritta a quattro mani da Gennaro Nunziante e Checco Zalone, per il soggetto ci si è basati sul percorso fatto da Checco a Zelig, rendendolo a tratti autobiografico, il duo ha anche deciso di utilizzare la formula della commedia degli equivoci per affrontare temi sociali come il pregiudizio territoriale, con il Partito del Nord come una parodia della Lega Nord, e l'omofobia. Lo stile scelto coniuga momenti musicali con elementi narrativi classici della commedia italiana contemporanea.
La regia è stata affidata a Gennaro Nunziante, già autore televisivo e pubblicitario, al suo esordio in un lungometraggio. Nunziante ha ricoperto un ruolo centrale anche nella direzione attoriale, contribuendo a calibrare la comicità di Zalone in un contesto cinematografico più strutturato rispetto alla dimensione televisiva.
Le riprese del film sono iniziate il 26 maggio 2009 e si sono svolte nei luoghi reali rispetto all'ambientazione della trama: Polignano a Mare, Milano, Savelletri, Morimondo e Monopoli.
La produzione ha operato con un budget contenuto, sostenuto dall'integrazione verticale tra Taodue e Medusa Film, oltre a contributi economici indiretti tramite crediti d'imposta e fondi regionali (quello pugliese ha erogato circa 20 000 €).

## Colonna sonora

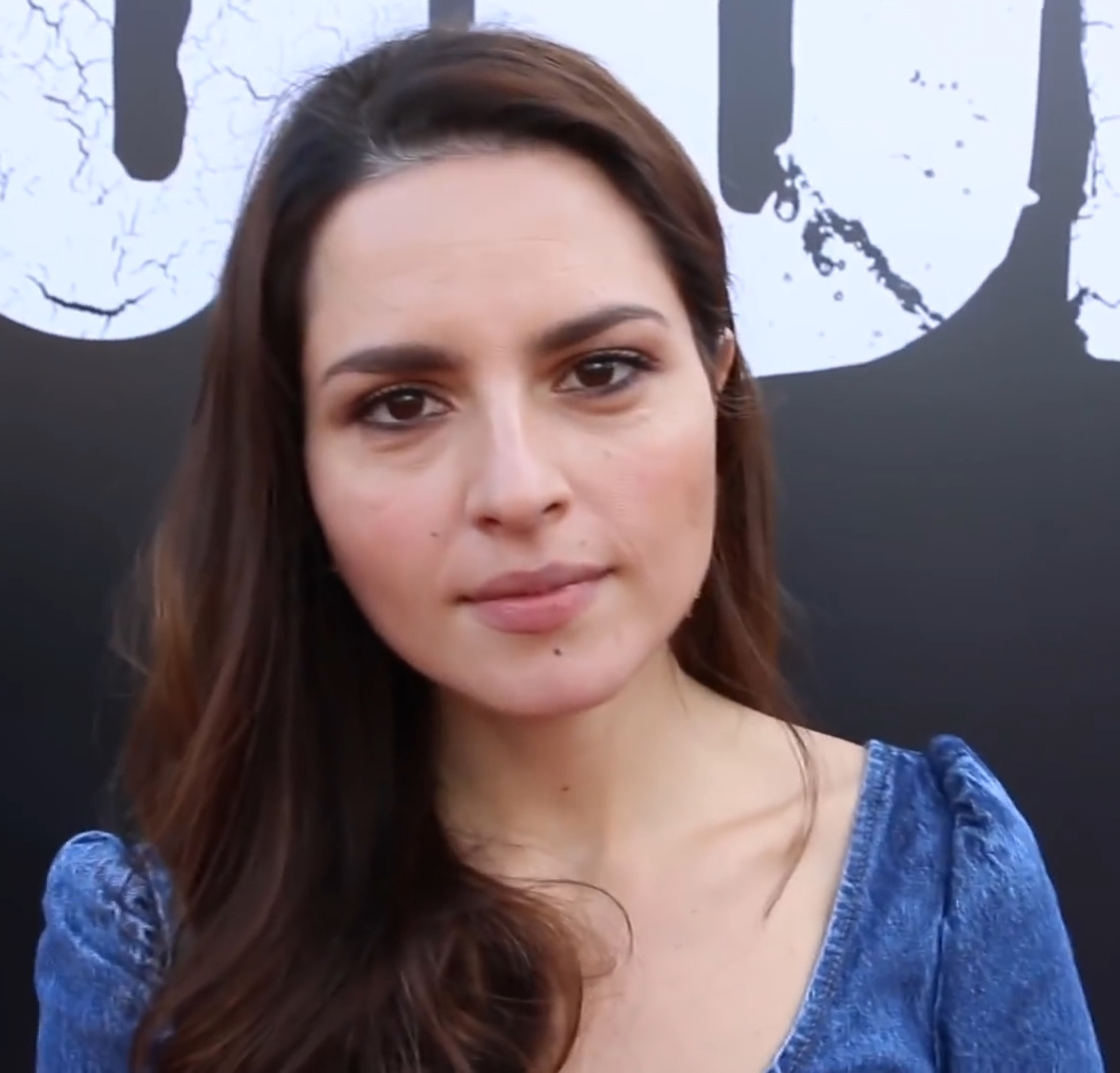
Ivana Lotito, interprete di Angela, a cui è dedicata una canzone nel film

La colonna sonora è stata interamente composta e interpretata da Checco Zalone insieme alla band I Mitili Ignoti, ed è pubblicata dall'etichetta RTI Music. L'album è stato reso disponibile il 1° gennaio 2009 in formato digitale, CD e su piattaforme di streaming come Apple Music, Qobuz e Amazon Music.
Nella colonna sonora del film è presente Angela, il brano più noto e satirico dell'intera carriera di Zalone, è stato pubblicato come singolo digitale in anteprima prima dell'uscita del film, incluso su piattaforme come Dada. La canzone, che prende in giro le ballate neomelodiche, racconta in tono ironico la storia d'amore tra Checco e la sua fidanzata Angela. Altri brani come I uomini sessuali e Lo sto sognando riprendono momenti chiave della trama: il primo nella scena dei gay con il cugino, il secondo durante il finto provino di I Want You, una parodia di X Factor. Angela ha ricevuto una candidatura per la miglior canzone originale al David di Donatello 2010 e al Nastro d'Argento 2010 per la medesima categoria.

## Promozione
Il trailer del film è stato pubblicato il 15 novembre 2009. Il 28 dello stesso mese è stata organizzata una conferenza stampa a Bari, presso il Multicinema Galleria, alla presenza del regista Gennaro Nunziante e del protagonista Checco Zalone. La presentazione è stata seguita da proiezioni con introduzione al pubblico nei cinema Royal di Bari e UCI Cinemas di Molfetta.
Nei giorni successivi all'uscita nelle sale, il cast ha partecipato a numerosi eventi promozionali in altre città, tra cui Palermo, dove sono stati organizzati incontri con il pubblico e con studenti universitari. Sul piano pubblicitario, il film è stato supportato da una capillare presenza mediatica, che ha incluso interviste televisive, ospitate su emittenti nazionali e campagne digitali. La diffusione sui principali canali internet e televisivi ha contribuito in modo significativo alla visibilità del film, favorendone il successo al botteghino.
Un elemento rilevante della promozione è stato il product placement: l'azienda di abbigliamento Goldenpoint ha collaborato con la produzione attraverso un'integrazione del marchio all'interno della narrazione del film. La presenza del brand è visibile in alcune scene ambientate in un negozio Goldenpoint, sfruttato anche come ambientazione comica. L'operazione è stata curata da QMI in collaborazione con la casa di produzione TaoDue.
Dopo l'uscita cinematografica, il film ha continuato a essere promosso tramite passaggi televisivi in prima serata su Canale 5 e piattaforme streaming come Mediaset Infinity, contribuendo a mantenerne la popolarità nel tempo.

## Distribuzione
Il film è stato distribuito da Medusa Film esclusivamente nelle sale cinematografiche italiane il 27 novembre 2009. Fu approvato dalla censura il 19 novembre 2009, con il visto n. 103042, e ottenne la valutazione "T" (visione aperta a tutti).

### Edizioni home video
Cado dalle nubi è stato distribuito in home video a partire dal 21 aprile 2010 da Medusa Home Entertainment. L'edizione standard in DVD presenta il film in formato video 1.78:1 con audio italiano Dolby Digital 5.1 e sottotitoli in italiano per non udenti. Tra i contenuti speciali sono inclusi il trailer ufficiale e alcune scene tagliate.
Oltre all'edizione base, è stata commercializzata una Special Edition contenente, a seconda delle versioni, un CD con la colonna sonora o una T-shirt promozionale, distribuita al prezzo di listino di 19,90 euro. Negli anni successivi, il film è stato più volte ripubblicato in edizione edicola, allegato a testate come TV Sorrisi e Canzoni, La Gazzetta dello Sport e Panorama. In questi casi, il DVD veniva proposto sia come uscita singola che all'interno di cofanetti multipli con altri film di Checco Zalone, in particolare Che bella giornata e Sole a catinelle.
Nel 2011 è uscita la prima edizione Blu-ray Disc del film, pubblicata da Medusa e successivamente da Eagle Pictures. Questa versione presenta il film in alta definizione (formato 2.35:1 a 1080p), con audio italiano in DTS-HD Master Audio 5.1 e include gli stessi contenuti extra dell'edizione DVD.
A partire dal 2016, Cado dalle nubi è stato incluso in cofanetti Blu-ray dedicati a Checco Zalone, distribuiti da Warner Bros. Home Entertainment. Questi boxset contengono i suoi primi quattro film (Cado dalle nubi, Che bella giornata, Sole a catinelle e Quo vado?) in edizioni rimasterizzate, con contenuti speciali come backstage e dietro le quinte. Un'ulteriore ristampa del cofanetto è stata lanciata nel dicembre 2019, in occasione dell'uscita cinematografica di Tolo Tolo.

## Accoglienza

### Incassi

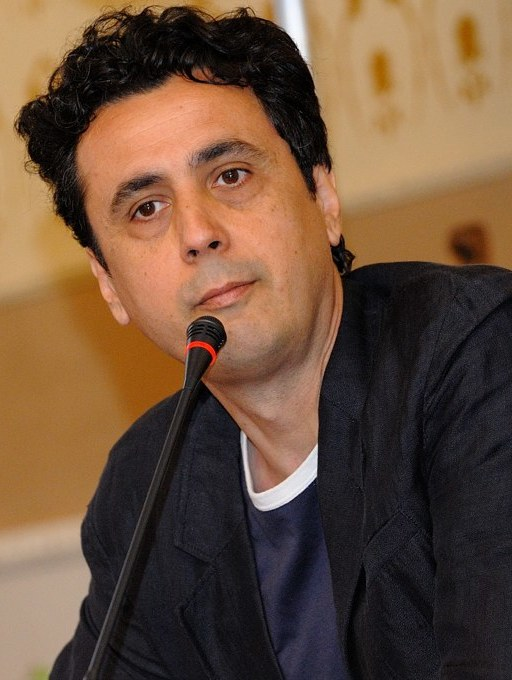
Gennaro Nunziante, il regista del film alla sua prima esperienza in un lungometraggio

Il film ha ottenuto un buon riscontro al botteghino italiano, confermandosi come un successo commerciale. Nel suo primo fine settimana di programmazione, il film ha incassato circa 2,68 milioni di euro, posizionandosi al secondo posto nella classifica settimanale, superando titoli internazionali come New Moon, secondo capitolo della saga di Twilight.
L'incasso complessivo in Italia ha raggiunto circa 14073000 €, rendendolo il 5° maggiore successo dell'anno, nonché il 3° film italiano con il maggiore incasso sotto Io & Marilyn e Natale a Beverly Hills. Secondo Box Office Mojo, il film ha totalizzato un incasso mondiale stimato in circa 20,1 milioni di dollari, di cui 4 022 708 dollari derivanti dal solo weekend d'apertura italiano.
Nonostante sia il film che abbia incassato di meno, il successo commerciale di Cado dalle nubi ha rappresentato l'inizio della carriera cinematografica di Checco Zalone, che negli anni successivi avrebbe consolidato la propria popolarità con film dagli incassi più elevati, arrivando a raggiungere dei record, come Che bella giornata (2011), Sole a catinelle (2013) e Quo vado? (2016).

### Critica
Il film ha ricevuto recensioni generalmente positive. Francesco Lomuscio su Everyeye Cinema, scrive che il film rappresenta un «esordio cinematografico decisamente apprezzabile», apprezzandolo per la sua capacità di unire la comicità dialettale del protagonista a una struttura narrativa di stampo statunitense, con una regia solida e un buon ritmo comico sostenuto anche dal cast di contorno. Anche la Commissione nazionale valutazione film della CEI ha giudicato positivamente l'opera, definendola "brillante" e "consigliabile", con una satira capace di affrontare tematiche sociali senza eccessi né volgarità.
Movieplayer.it ha attribuito al film un punteggio di 3 su 5, ritenendolo una «commedia leggera e senza forzature», in grado di affrontare con ironia temi come il razzismo e il contesto politico italiano, pur rimanendo nel solco della "commediola" tradizionale. Il sito IlSussidiario.net ha definito il film «una bella sorpresa», lodando in particolare la capacità di Zalone di adattare il suo personaggio televisivo a un formato cinematografico, senza ricorrere a volgarità gratuite.
Tra le principali opinioni della stampa, Francesco Alò de Il Messaggero ha definito il protagonista «troglodita ma simpatico», notando richiami alla tradizione della commedia italiana. Maurizio Cabona (Il Giornale) ha lodato l'ironia del film, che colpisce tanto i pregiudizi settentrionali quanto quelli meridionali. Alessio Guzzano (City) ha sottolineato il tono autoironico del film e l'efficacia dell'interpretazione di Ivano Marescotti nel ruolo del padre intransigente.
Raffaele Meale su Quinlan.it critica l'impostazione narrativa percepita come "fuori tempo massimo", con una sceneggiatura ritenuta "ibrida e confusa" e un uso di stereotipi regionali, che finiscono per neutralizzare il potenziale satirico del personaggio.
Il Corriere della Sera ha accolto Cado dalle nubi con una valutazione sostanzialmente positiva, riconoscendo al film una comicità immediata e popolare, capace di affrontare temi sociali rilevanti con leggerezza e ironia. In particolare, è stato apprezzato l'approccio autoironico del protagonista Checco Zalone, descritto come una figura consapevolmente "politicamente scorretta", che utilizza la propria goffaggine e il proprio linguaggio sgrammaticato come strumenti comici per mettere in discussione stereotipi culturali e pregiudizi sociali.

## Riconoscimenti
- 2010 – David di Donatello
  - Candidatura alla migliore canzone originale (Angela)
- 2010 – Nastro d'argento
  - Candidatura alla migliore commedia a Gennaro Nunziante
  - Candidatura alla migliore canzone originale (Angela)
- 2010 – Golden Graals
  - Candidatura al miglior regista di un film commedia a Gennaro Nunziante
  - Candidatura alla miglior attrice in un film commedia a Giulia Michelini